# Christian Holm Jacobsen
Poul Christian Holm Jacobsen (11. september 1887 i Leynar - 19. marts 1966 i Tórshavn) var en færøsk forretningsmand og politiker (VF) og FF).
Han var uddannet skomager, men var en driftig iværksætter og blev en af de førende forretningsmænd på Færøerne i løbet af 1930'erne- og 1940'erne. I 1925 begyndte han at importere olie, i 1932 byggede han de første olietanke på Viðarnes i Tórshavn. Han var Shells repræsentant på Færøerne indtil 1953. I 1934 var han med til stifte rederiet Uvak. Han var en af initiativtagerne til den første færøsk ejede bank Sjóvinnubankin, og var dens første bestyrelsesformand 1932–1951. Jacobsen var også bestyrelsesmedlem i Skipafelagið og forsikringsselskapet Trygd 1932–1951.
Han var kommunalbestyrelsesmedlem i Tórshavn kommune 1925–1927. Sammen med nogle af sine forretningsforbindelser var Jacobsen med til at stifte partiet Vinnuflokkurin (Erhvervspartiet) i 1935, hvor han blev næstformand. Han blev valgt til Lagtinget for Suðurstreymoy ved lagtingsvalget 1936 genvalgt i 1940. Han repræsenterede Vinnuflokkurin indtil partiet blev nedlagt i 1939 og gik derefter ind i det nystiftede Fólkaflokkurin. Jacobsen genopstillede ikke ved valget i 1943, og koncentrerede sig derefter om sine omfattende forretningsinteresser.